# Улица Серафимовича (Москва)
У́лица Серафимо́вича (до 1933 года — Всехсвя́тская у́лица) — улица в районе Якиманка Центрального административного округа города Москвы. Проходит по территории острова Балчуг от Берсеневской до Болотной набережной.

## Происхождение названия
Улица получила своё современное название в 1933 году в честь писателя А. С. Серафимовича, жившего на этой улице. Имя автора романа «Железный поток» было увековечено таким образом ещё при его жизни.
Прежнее название — Всехсвятская — образовано по церкви Всех Святых на левом берегу Москвы-реки, к которой улица выходила через старый Каменный мост. Однако ни трасса, ни силуэт улицы Серафимовича не имеют ничего общего с прежней Всехсвятской улицей. Фасад Дома на набережной вдоль улицы Серафимовича совпадает с красной линией прежней Всехсвятской — это единственный материальный след существования улицы. До прокладки Водоотводного канала Всехсвятская улица пересекала Болотный остров по дамбе.

## Примечательные здания и учреждения

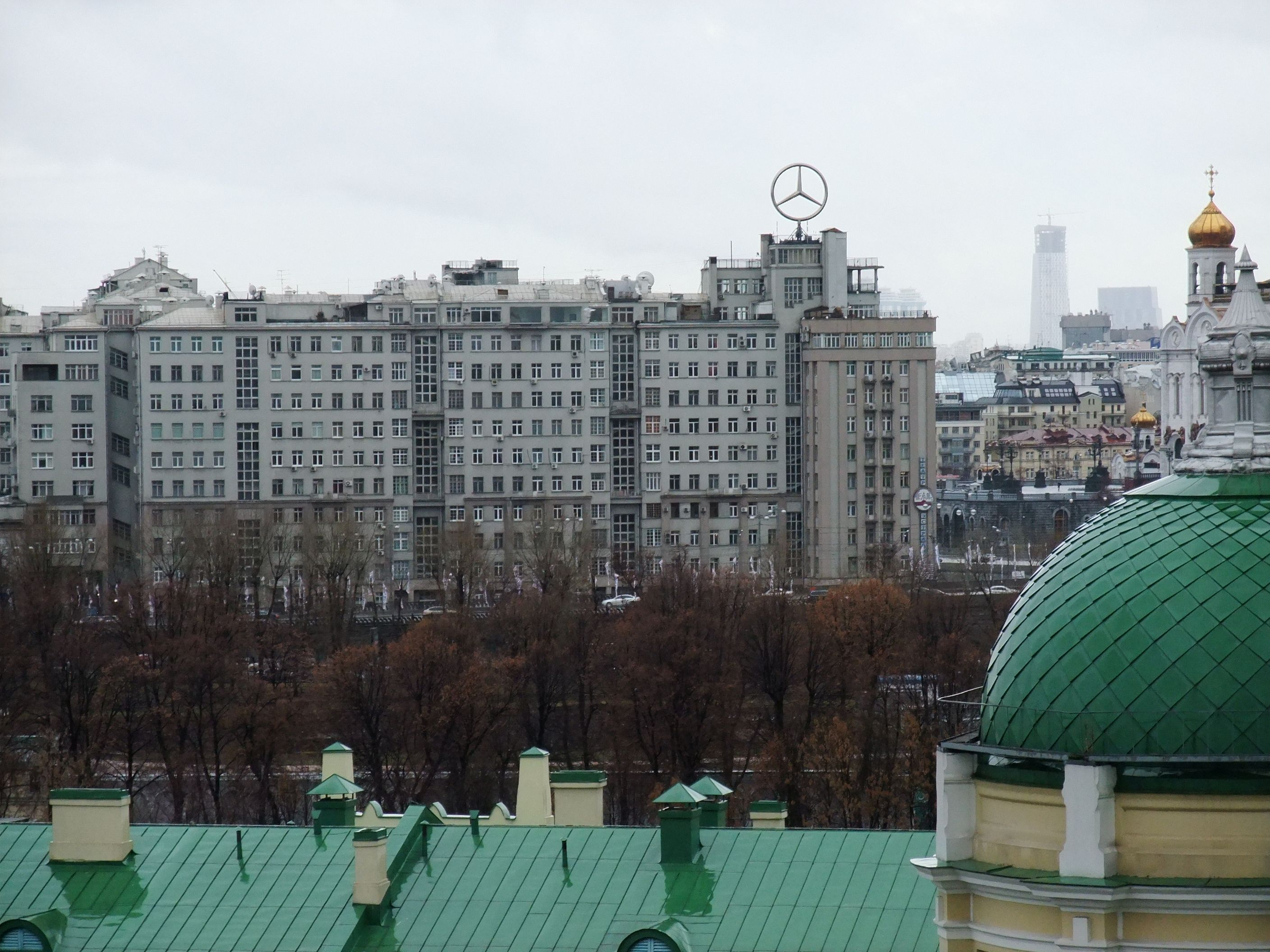
Вид на улицу Серафимовича с церковной колокольни

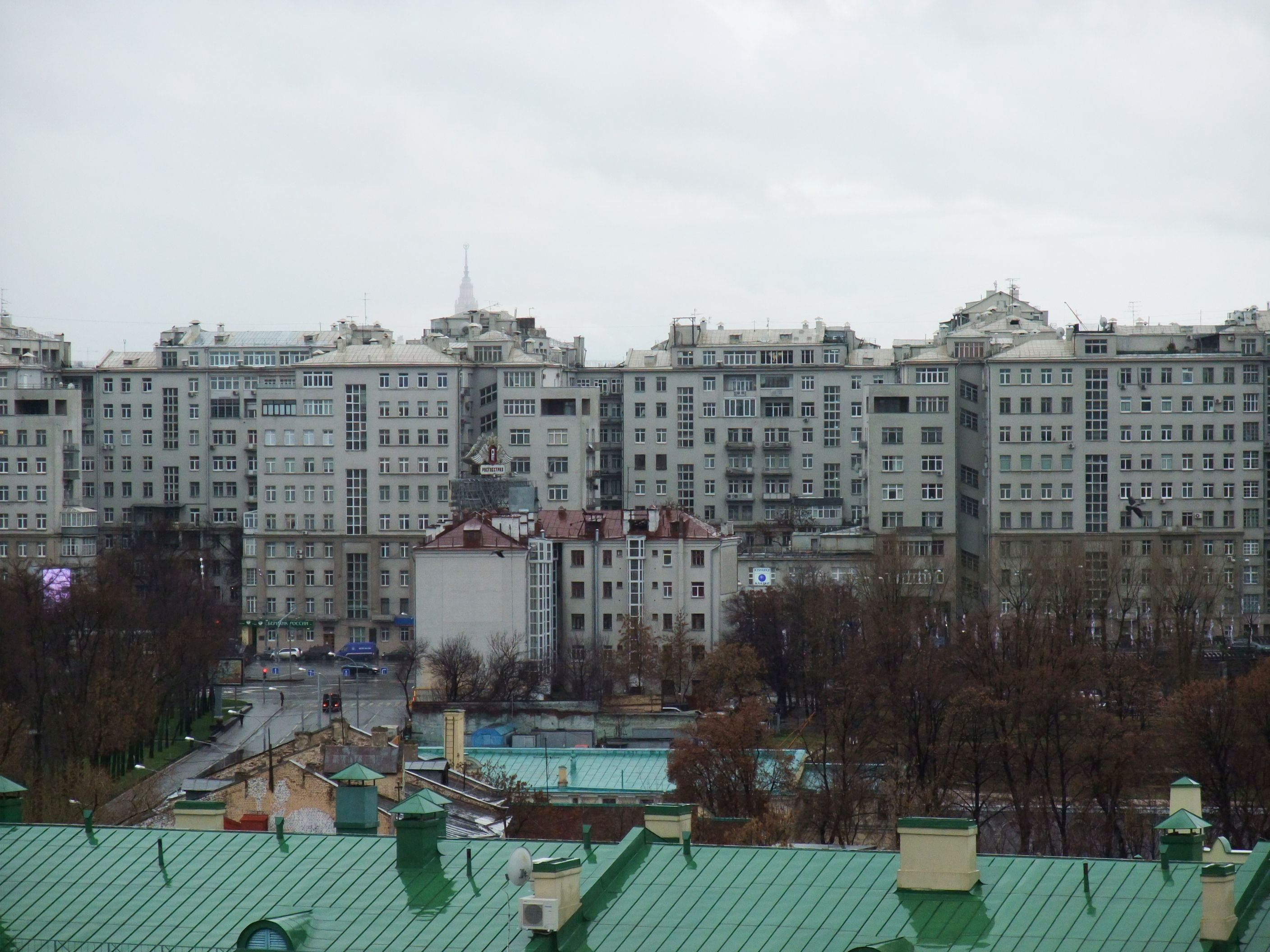
Вид на улицу Серафимовича с церковной колокольни

- № 2 — Дом на набережной (архитектор Б. М. Иофан). Дом построен в 1931 году на месте, где до этого находились винно-соляные склады[3]. В доме расположены жилые корпуса, Театр эстрады, кинотеатр «Ударник», магазин сети «Азбука вкуса» и ряд прочих коммерческих организаций. Для посетителей открыт муниципальный краеведческий музей (музей «Дом на набережной»), в создании которого принимала участие вдова Юрия Трифонова Ольга Романовна[4]. В музее с использованием сохранившейся мебели хранители попытались воспроизвести атмосферу 1930-х гг. Здание является памятником истории и культуры.

В рамках гражданской инициативы «Последний адрес» на доме установлены мемориальные знаки с именами журналиста М. Е. Кольцова служащего А. Г. Ремейко (Тихомиров), редактора Н. М. Лукиной-Бухариной, служащего С. К. Судьина и партийных работников братьев А. К. и К. К. Аболиных, расстрелянных в годы сталинских репрессий. Согласно базе данных правозащитного общества «Мемориал» органами НКВД в годы террора были расстреляны 242 жильца этого дома. Число погибших в лагерях ГУЛАГа не установлено.

## Транспорт
- Станции метро:
  -  Кропоткинская (в 600 метрах по прямой)
  -  Полянка (в 850 метрах по прямой)
  -  Боровицкая (в 800 метрах по прямой)
  -  Библиотека имени Ленина,  Александровский сад,  Арбатская (в 850 метрах по прямой)
  -  Третьяковская (в 840 метрах по прямой)
  -  Новокузнецкая (в 980 метрах по прямой)
- Автобусы: м1, м9, е10, 297, 538; н11